# Manuel Antonio de Varona
Manuel Antonio de Varona, również Tony de Varona (ur. 25 listopada 1908 w Camagüey, zm. 29 października 1992 w Miami) – kubański prawnik, działacz demokratyczny i polityk, kongresmen i senator,  w latach 1948–1950 premier Kuby.
Jako działacz demokratyczny walczył z reżimami trzech dyktatorów, zarówno prawicowych jak i lewicowych, władających Kubą w XX wieku – w latach 30. – z Gerardo Machado, w latach 30. i 50. z Fulgencio Batistą, a w latach 60. z Fidelem Castro.

## Życiorys
Urodził się 25 listopada 1908 roku w Camagüey. Studiował prawo na Uniwersytecie w Hawanie (Universidad de La Habana).
W latach 30. walczył z reżimem Gerardo Machado – był założycielem organizacji Directorio Revolucionario Estudiantil, która przyczyniła się do upadku dyktatury w 1933. Sam de Varona zmuszony był jednak udać się po raz pierwszy na emigrację. Powrócił na Kubę i w 1936 był jednym z przywódców robotników protestujących przeciwko dyktaturze Fulgencio Batisty, wkrótce ponownie zmuszony został do emigracji. Po powrocie do Hawany ukończył w końcu prawo, a w 1940 został wybrany do izby niższej kubańskiego parlamentu jako przedstawiciel prowincji Camagüey. Swoją karierę polityczną związał z Kubańską Partią Rewolucyjną (Autentyczną). W kolejnych wyborach – w 1944 został senatorem, a od 1947 był liderem większości w Senacie. W 1948, zaraz po objęciu swojego stanowiska, prezydent Carlos Prío Socarrás powierzył mu misję stworzenia nowego rządu. De Varona sprawował urząd premiera Kuby od 10 października 1948, kiedy to zastąpił na stanowisku Raúla Lópeza del Castillo, przez prawie dwa lata do 6 października 1950. Jego następcą został Félix Lancís Sánchez. Zarówno jego poprzednik jak i następca również związani byli z Kubańską Partią Rewolucyjną (Autentyczną). Był premierem ostatniego kubańskiego rządu wybranego w wolnych wyborach. W latach 1950–1952 pełnił funkcję przewodniczącego Senatu.
W latach 50. był zdecydowanym przeciwnikiem dyktatury Fulgencio Batisty. Łącznie aż czterokrotnie emigrował z Kuby, po rewolucji kubańskiej nie wrócił już do kraju. Przebywał w Miami, skąd prowadził działalność przeciwko dyktaturze Fidela Castro. W USA funkcjonował pod skróconą formą imienia jako Tony de Varona. Brał udział w przygotowaniach do inwazji w Zatoce Świń, w przypadku jej powodzenia miał powrócić na Kubę jako członek rządu tymczasowego.
Od 1980 przewodził organizacji kubańskich uchodźców Cuban Patriotic Junta, został wybrany przez delegatów z 200 kubańskich organizacji emigracyjnych. Funkcję sprawował aż do śmierci.
Zmarł na raka 29 października 1992 w Miami na Florydzie.

## Życie prywatne
Był dwukrotnie żonaty, najpierw z Iną Seguar Bustamante, a następnie przez 27 lat z Olivią Borges. Miał troje dzieci (Carlosa, Linę i Yvonne) oraz sześcioro wnucząt.